# La morte di Marat I
La morte di Marat I (Marats død 1) è un dipinto del pittore norvegese Edvard Munch.
Esso riprende il tema della morte del rivoluzionario francese, il cui dipinto più noto venne dipinto da Jacques-Louis David, che era molto ammirato da Munch, il quale, con questo dipinto, intendeva proprio autoparagonarsi a lui. Esistono più versioni dell'opera e questa è la prima.
Il quadro mostra l'assassina Charlotte Corday al centro della tela invece che Jean-Paul Marat, steso sul letto. Lo stile è collegabile all'espressionismo. L'olio su tela del 1907 è grande 150×199 cm. Attualmente è conservato ad Oslo al museo Munch.  

## Storia

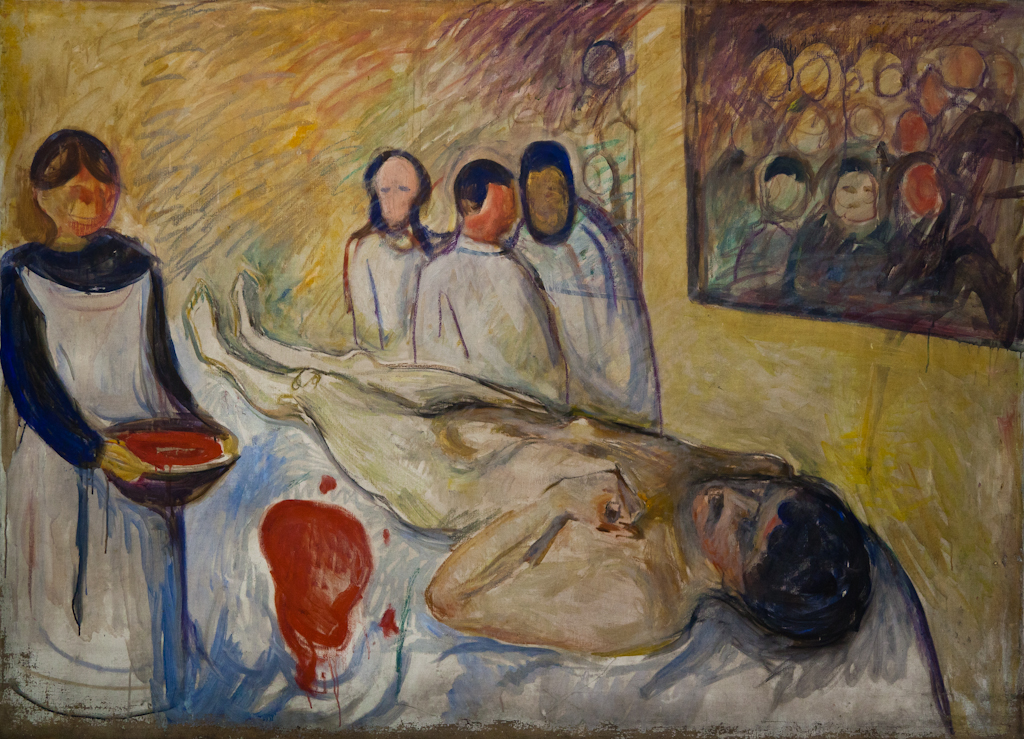
Edvard Munch, Sul tavolo operatorio, 1902-1903

L'ispirazione per realizzare l'opera venne a Munch dopo un evento particolare. Nella notte dall'11 al 12 settembre 1902, durante una scena violenta con la sua amante Mathilde "Tulla" Larsen, Munch finì per essere ferito da un colpo di rivoltella alla mano sinistra: attraverso un gioco erotico, Tulla aveva finto di soccombere a una dose di morfina e si era abbandonata distendendosi in una bara circondata da delle candele. L'emozione di fronte a questa visione travolse l'artista instabile, ma quando questi riprese conoscenza, la messa in scena macabra e cruda lo fece esplodere in una collera violenta. La disputa lasciò il posto a un vero scontro armato tra i due amanti protagonisti, che dopo si lasciarono.
Secondo Arne Eggum e Sissel Biørnstad, l'evento, che si svolse nella casa di vacanza di Munch ad Åsgårdstrand, lasciò una ferita profonda nell'animo del pittore. Secondo i registri della clinica, Edvard Munch insistette per un'anestesia locale per l'intervento chirurgico successivo, indipendentemente dal suo dolore. Il suo dipinto Sul tavolo operatorio del 1902-1903 si rifà proprio a questa esperienza autobiografica. Fu questa tela il punto di partenza per le varie variazioni sul tema che egli avrebbe realizzato negli anni successivi, inclusa La morte di Marat I e le sue copie.

## Descrizione
La morte di Marat I rappresenta l'interno di una stanza dalle pareti verdi. Marat, che si può identificare facilmente come l'alter ego di Edvard Munch, giace nudo su un lenzuolo bianco pieno di macchie di sangue. Il letto forma un angolo rispetto al piano della composizione, così che l'accorciamento prospettico porti a una "diagonale aggressiva", secondo Arne Eggum e Sissel Biørnstad. La donna in primo piano, Carlotta Corday, ha i lineamenti della stessa Tulla Larsen: la donna si erge rigida, nuda e rivolta frontalmente verso lo spettatore in quello che è un archetipo del "combattimento tra l'uomo e la donna che si chiama amore". L'angolo in basso a destra è occupato da un tavolino rotondo dove si trovano un cappello da signora e una canestra di frutta.